# Natalja Issatschenko
Natalja Issatschenko (* 11. März 1986) ist eine kasachische Biathletin.
Natalja Issatschenko nahm 2005 an der Junioren-Weltmeisterschaft in Kontiolahti teil. Bestes Ergebnis war ein 38. Rang im Einzel. Zu Beginn der Saison 2006/07 trat sie zudem zunächst im Biathlon-Europacup der Junioren in Obertilliach an und wurde 67. im Sprint. Anschließend trat sie an selber Stelle im Biathlon-Europacup der Senioren an und belegte einen 53. und einen 85. Platz im Sprint. Erste größere internationale Erfolge erreichte Issatschenko bei der Offenen asiatischen Sommerbiathlon-Meisterschaften 2008 in Tscholpon-Ata. Nach einem fünften Platz im Sprint gewann sie die Goldmedaille in der Verfolgung trotz vieler Schießfehler aufgrund einer überragenden Laufleistung. Im Einzel kam der Gewinn der Silbermedaille hinter Dilafruz Imomhusanowa hinzu.